# Rafael Correia Machado
Rafael Correia Machado (Angra do Heroísmo, Illa Terceira, Açores, 1814 - probablement al Brasil) fou un músic i literat portuguès.
Estudià a Lisboa i el 1838 es dirigí al Brasil, on hi va romandre fins al 1852, en què emprengué un viatge vers Europa, visitant Espanya, França i Anglaterra, per retornar de nou al Brasil.
Va escriure:
- Diccionario musical;
- Principios de musica pratica;
- Methodo de afinar o piano;
- A. b. c. musical;
- Principios de arte poetico ou mediçäo dos versos usados na lingua portugueza;
- Methodo de orgäo expressivo;
- Breve tratado de harmonía;
- Elementos de escripturaçäo musical;
- Chyrogymnasto das pianistas, i mètodes per l'estudi del piano (1843, de la flauta (1843)i del violí (1853).

També va escriure algunes composicions musicals, entre elles:
- uns Cants religiosos e collegiaes para uso das casas de educaçäo, molt ben acollits per la crítica;
- tres Misses;
- dos Te Deum;
- i unes 50 melodies brasileñas.

Es dedicà igualment al periodisme, i fundà el 1842 Ramalhete das damas una revista poetico-musical, titulada Ramalhete das damas, i redactà, a més, la Tribuna Catholica.